# 國家首都轄區
國家首都區（National Capital Region，常縮寫為NCR）是指範圍涵蓋德里國家首都轄區及周圍加濟阿巴德、古爾岡、索尼帕特、諾伊達、法里達巴德、巴哈杜爾加爾等地區的德里大都會區。